# Османски бейлик
Османски бейлик е един от малоазийските бейлици с тюркско население, владение на рода Осман, чието име по-късно приемат и жителите му османци. В средата на XIII век бейликът е само неголяма погранична област (удж) с център град Сьогют, която тюрките заселват поради слабостта на централната византийска власт. В началото на XIV век, благодарение на военните умения на османската династия, територията му започва да расте стремително и поставя началото на разрастването на Османската империя.

## История
След началото на монголските нашествия към Западна Мала Азия се насочват последователни вълни от тюркски племена. Избягвайки силния Иконийски султанат, те гравитират към византийските граници, където започват да се установяват на родов принцип, като формират квази-държавни племенни образования, които съществуват благодарение на военни рейдове едно срещу друго и срещу Византия. Един от тези малоазийски бейлици е османският, носещ името на владетеля Осман I. Разположен е не на брега, а във вътрешността на Витиния, гранично спрямо западащата Византийска империя. Бейликът има добра изходна позиция за водене на „свещени походи срещу неверниците“ (газават) – основно занимание на тюркските племена още от IХ в., превърнало се в начин на живот както за селджукските държави, така и за техните наследници в Анадола. Това са непрестанни рейдове в чуждата територия, с които се печелят чест, слава и военна плячка. Османската военна система се развива значително при втория и третия владетел на династията – Осман I и сина му Орхан (1326 – 1362 г.).
Към 1326 г. османците завладяват Бурса и я правят своя столица. След по-нататъшно разширение на територията си за сметка на съседните бейлици се насочват към европейския бряг и възползвайки се от раздорите на различните византийски фракции в Константинопол, започват да окупират византийски територии, завземайки втория византийски град Адрианопол (1361) и правейки го своя следваща столица под името Едирне.